# Білоруський вулик
«Білоруський вулик» (біл. Беларуская борць, biełaruskaja borć) — часопис Білоруського кооперативного товариства «Бджола». Видавався білоруською мовою у Вільні (серпень1934—травень1938). Вийшло з друку 25 номерів. Редактор Л.А. Войцик (Зоська Верес).

## Джерело
- Саламевіч, І. У. «Беларуская борць» / І. У. Саламевіч // Энцыклапедыя гісторыі Беларусі: У 6 т. Т. 1. А — Беліца / БелЭн; Рэдкал.: М.В.Біч (гал. рэд.) і інш.; Маст. Э.Э.Жакевіч. — Мн. : БелЭн, 1993. — С. 368. — ISBN 5-85700-074-2.